# Puli (Automarke)
Puli war eine ungarische Kleinstwagen-Automarke, die ab 1987 zunächst von dem in Hódmezővásárhely ansässigen Landmaschinen- und Automobilhersteller Hódmezővásárhelyi Mezőgazdasági Gépgyártó és Szolgáltató Vállalat (wörtlich: Hódmezővásárhelyischer Landmaschinenhersteller und -dienstleister), kurz HÓDGÉP, vermarktet wurde.

## Beschreibung
HÓDGÉP baute ab 1974 diverse Landmaschinen, unter anderem Bodenbearbeitungsmaschinen, Traktoren, Mähdrescher, schließlich ab 1987 auch Kleinstautos.
Mitte der 1980er Jahre wandte sich die Import-Export-Firma „Techno Impex“, die zwischen den RGW-Staaten wie Ungarn und dem Westen Geschäfte machte, an HÓDGÉP mit dem Vorschlag, ein kleines Stadtauto zu bauen. Die Verantwortlichen bei HÓDGÉP griffen den Vorschlag gerne auf, denn die ungarische Wirtschaft litt zu dieser Zeit an Devisenknappheit, und sie sahen darin eine Chance, für sich neue Märkte zu erschließen. Nach der Ölkrise waren Ende der 1970er Jahre Microcars sehr gefragt, besonders in Ländern wie Frankreich und Italien.
So wurden 1986 die ersten Entwürfe für das neue kleine Auto gemacht. Es wurde zunächst „Hungi“ und „Pouli“ genannt; später wurde daraus „Puli“. 1987 waren die ersten fahrbaren Prototypen verfügbar.

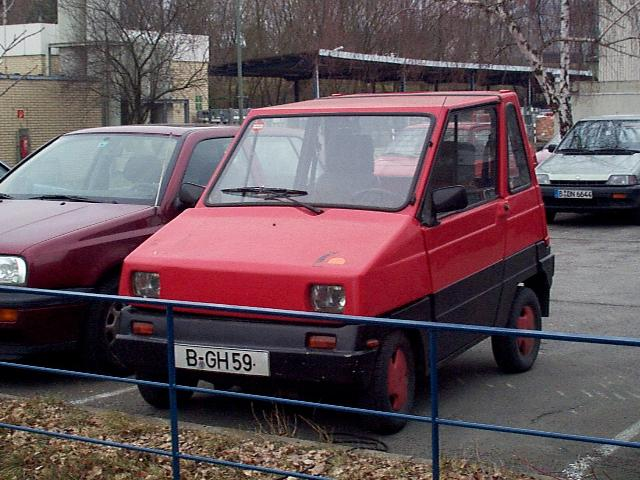
Fridez Pinguin 4, ein HÓDGÉP-Puli-Umbau

Der Puli ist 2460 mm lang und wurde aus Teilen von Škoda, Lada und Polski Fiat zusammengebaut, die damals im Land verfügbar waren. Angetrieben wird der Wagen von einem Dieselmotor, der 6,4 PS (4,0 kW) leistet. Im Frühjahr 1988, als das entscheidende Hochlaufen der Serienproduktion stattfand, wurde versucht, systematisch vorhandene Qualitätsprobleme zu korrigieren. War im ersten Prototyp noch ein Yanmar-Dieselmotor mit 273 Kubikzentimetern verbaut, so wurde dieser später durch einen Diesel von Lombardini ersetzt. Die Karosserie besteht aus glasfaserverstärktem Kunststoff. Hauptsächlich war an einen Export nach Frankreich gedacht, wo diese Kategorie von Automobilen führerscheinfrei ist. Einige Geschäftsleute zeigten Interesse an dem Auto, unter anderem Jean Hardy, der eine größere Menge kaufte, und Bruno Fridez, der jedoch die Fahrzeuge, die er bestellte, entweder nur teilweise oder gar nicht bezahlte.
HÓDGÉP beschäftigte sich vorwiegend mit dem Bau von Landmaschinen, überlebte aber nicht die Hinwendung Ungarns zur freien Marktwirtschaft Ende der 1980er Jahre. Im Zuge des Wegfalls des planwirtschaftlichen Rahmens der COMECON-Staaten mussten sich die Unternehmen, zu denen auch HÓDGÉP gehörte, in der Folgezeit den Kräften von Angebot und Nachfrage aussetzen.
Anfang 1991 entstand ein Elektroautomodell unter dem Namen Fridez Pinguin 4. Es ist durch den Erwerb von frühen Puli-Beständen mit anschließendem Umbau zu Elektroautos zustande gekommen. Die begrenzte Kleinserienproduktion des Pinguin 4 ist auf die geschäftliche Aktivität des Schweizer Solar- und Elektroautobauers Bruno Fridez zurückzuführen. Doch hielt sich dieses Projekt nicht lange, da die hergestellten Produkte nicht den Qualitätserwartungen jener Zeit entsprachen.

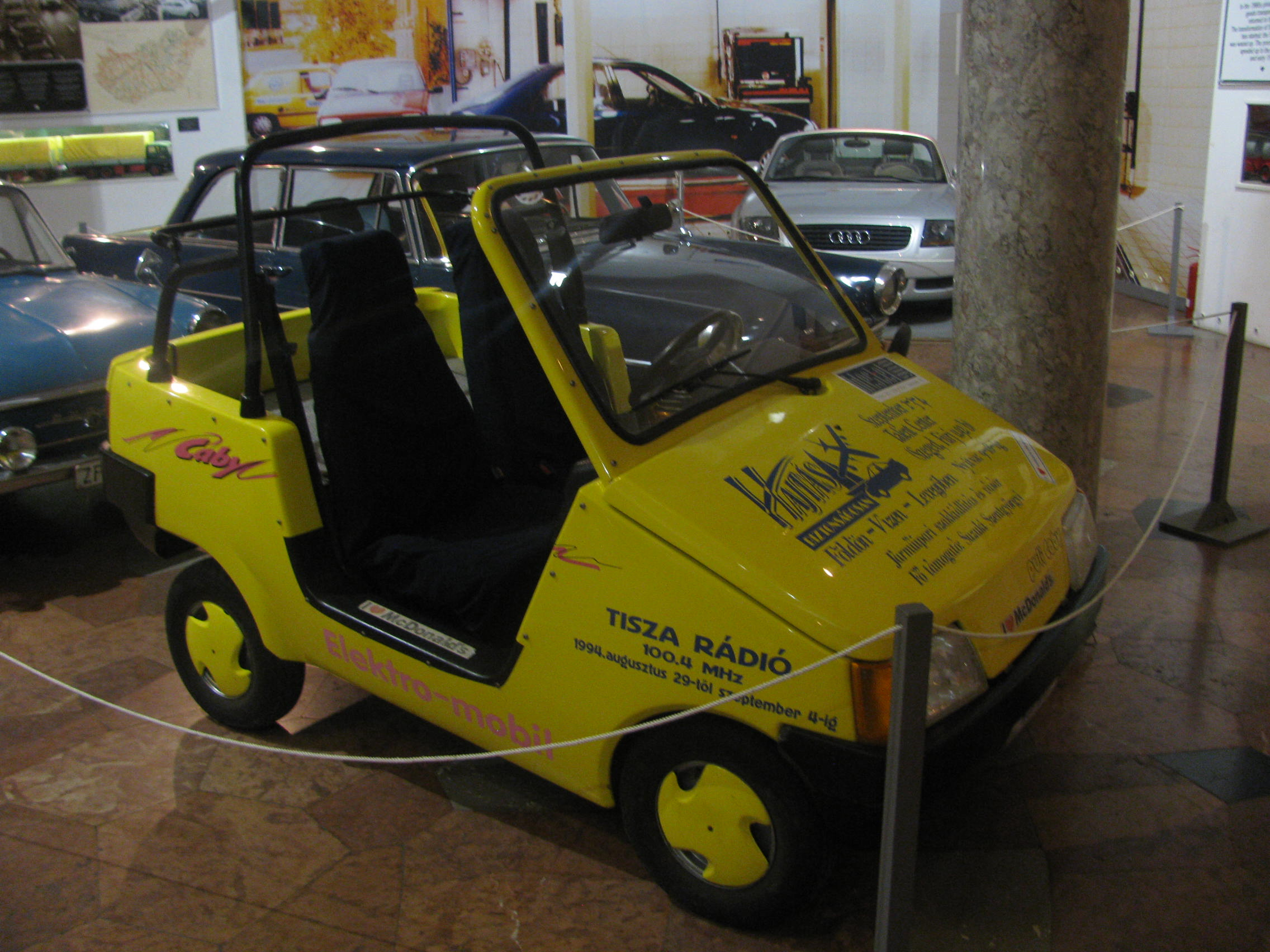
Puli 2 E in der Cabrio-Variante (auch „Elektro-Caby“ genannt), eine Weiterentwicklung des HÓDGÉP Puli (um 1992)

In dieser Zeit machte der wirtschaftliche Wandel in Ungarn auch vor HÓDGÉP nicht Halt: HÓDGÉP wurde privatisiert. Im Zuge dieser Privatisierung wurde im Frühjahr 1991 die Puli Jármű és Gépgyártó Kft (wörtlich: Puli Fahrzeug- und Motorenfertigung Ltd.) gegründet, deren Geschäftsführer Alexander Pikali wurde. Da Pikali mit der geschäftlichen Lage, was den Puli anbelangte, unzufrieden war, beschloss er, mit Hardy und Fridez zu brechen und eigene Wege zu gehen.  
Der von der neugegründeten Firma hergestellte Puli 2 E (interne Typenbezeichnung: Puli 107E) ist eine Weiterentwicklung jenes Puli, wie man ihn von HÓDGÉP her kannte. Eine völlige Überarbeitung des gesamten Antriebsstranges verdeutlicht dies. Es handelt sich dabei um eine Konstruktion, in welcher ein 7,4-kW-Elektromotor (genauer: eine Gleichstrommaschine in Reihenschlussschaltung) mit nachgeschaltetem Untersetzungsgetriebe mit Differenzial sowie 10 Bleiakkumulatoren à 6 Volt verbaut wurden. Der so entstandene Puli erreicht eine Reichweite von 30–100 km und eine Höchstgeschwindigkeit von 60–70 km/h. Auf das Fahrgestell konnten die Karosserievarianten „Cabrio“, „Steilheckkombi“ und „Transporter“ draufmontiert werden. Der Preis betrug in Deutschland 20.700 DM.
Die Puli Jármű és Gépgyártó Kft basierte auf Unternehmensvermögenswerten in Höhe von seinerzeit 340 Mio. Forint, die von HÓDGÉP herrührten. Bei der Finanzierung zur Realisierung von Pikalis Unternehmensplänen ging man davon aus, wohlhabende ausländische Automobilunternehmen würden kommen und Puli Jármű és Gépgyártó Kft übernehmen und darin investieren. Doch dies trat so nicht ein. Und so belasteten die aufgenommenen Kredite das Unternehmen auf der Soll-Seite stark in Relation zu den erwirtschafteten Erlösen. Als die Kreditgeber 1992 merkten, dass die Dinge nicht so reibungslos nach Plan verliefen, beantragten sie Gläubigerschutz. Während des Insolvenzverfahrens versuchte Pikali einerseits, das Unternehmen zu restrukturieren und sich dem Gläubigerschutz zu entziehen, andererseits die Kreditgeber stärker zu bedienen und ruhigzustellen. So zog sich das Insolvenzverfahren knapp fünf Jahre hin (von 1992 bis 1996). In dieser Zeit wurden Fahrzeuge des Modells Puli 2 E unter anderem nach Deutschland, Frankreich und in die Schweiz exportiert. Doch Ende des Jahres 1996 konnten die Kreditgeber die Liquidation schließlich durchsetzen.
Insgesamt entstanden etwa 2000 Fahrzeuge.
Im Jahr 2006 kam der Puli unter dem neuen Firmeneigner Henrik Harasta zurück. Harasta gehören die Handelsmarken Puli und Wartburg.